# قلعه عباس‌آباد (سوادکوه)
پل معروف ورسک در منطقه عباس‌آباد قرار دارد. کوهی متصل به پایه جنوبی پل واقع شده که بر روی آن یک محوطه شیب دار دیده می‌شود. در این مکان آثار از ویرانه‌های یک قلعه قدیمی مشاهده می‌شود که در مصالح عمده آن سنگ، گچ، آجر و ساروج بوده و محققین در سده‌های قبل وجود آثاری از بارو، حصار، اتاق‌های متعدد و پایه‌های برج را ثبت کرده‌اند.
مکتوبات تاریخی حاکی از آن است که قلاع بی‌شماری در منطقه کوهستانی سوادکوه وجود داشته که بیشتر آنها از بین رفته‌اند. در حال حاضر در برخی از نقاط این ناحیه آثاری از این قلعه بر جای مانده که مهم‌ترین آنها عبارت‌اند از:
قلعه قدیمی در اراضی جنگلی قفلک در کنار رودخانه کسلیان، در شرق شهر شیرگاه و در جانب غربی جنگل کند بن یار علی بیک. برای رسیدن به این محل باید از شیرگاه به جنگل قلک و حسن بور زیرآب و شاه کوه عبور کرد. اکنون نیز این مکان مملو از آجرهای قدیمی، سفاهای رنگارنگ است. بیشتر آجرها با ابعاد بزرگ و مربوط به دوران ساسانی می‌باشد.
آثار قلعه و برج ویرانه با پی بنای بسیار زیبا در کنا غار اسپهبد خورشید.

## تدوین
فرامرز سوادکوهی
وب‌گاه شهرستان سوادکوه و شیرگاه